# Cenote sacro
Il Cenote sacro (in spagnolo americano: Cenote sagɾado, "pozzo sacro"; noto anche come "Pozzo dei sacrifici") è una cenote pieno d'acqua nel sito archeologico Maya precolombiano di Chichén Itzá, nella penisola dello Yucatán settentrionale. Si trova a nord del distretto civico di Chichen Itza, a cui è collegato da un  sacbe di 300 metri, o percorso rialzato e pavimentato.
Secondo fonti post-conquista (Maya e spagnole), i Maya precolombiani sacrificavano oggetti ed esseri umani nel cenote come forma di culto al dio Maya della pioggia, Chaac. Edward Herbert Thompson dragò il Cenote sacro, dal 1904 al 1910, e recuperò manufatti d'oro, giada, ceramica e incenso, oltre a resti umani. Uno studio sui resti umani prelevati dal Cenote sacro ha fatto scoprire che avevano ferite compatibili con il sacrificio umano.

## Descrizione e storia
La penisola dello Yucatán nordoccidentale è una pianura calcarea, senza fiumi o torrenti, laghi o stagni. La regione è costellata di doline naturali, chiamate cenoti, che espongono la falda freatica alla superficie. Uno dei più impressionanti di questi è il Cenote sacro, che ha un diametro di 60 metri ed è circondato da scogliere a picco che scendono fino alla falda acquifera situata a circa 27 metri dal bordo.
Secondo fonti etnostoriche, il Cenote sacro era un luogo di pellegrinaggio per gli antichi Maya che vi conducevano sacrifici. Come osservò frate Diego de Landa, nel 1566, dopo aver visitato Chichén Itzá:
(Landa 1941)

## Esplorazioni archeologiche del cenote

### Edward Herbert Thompson

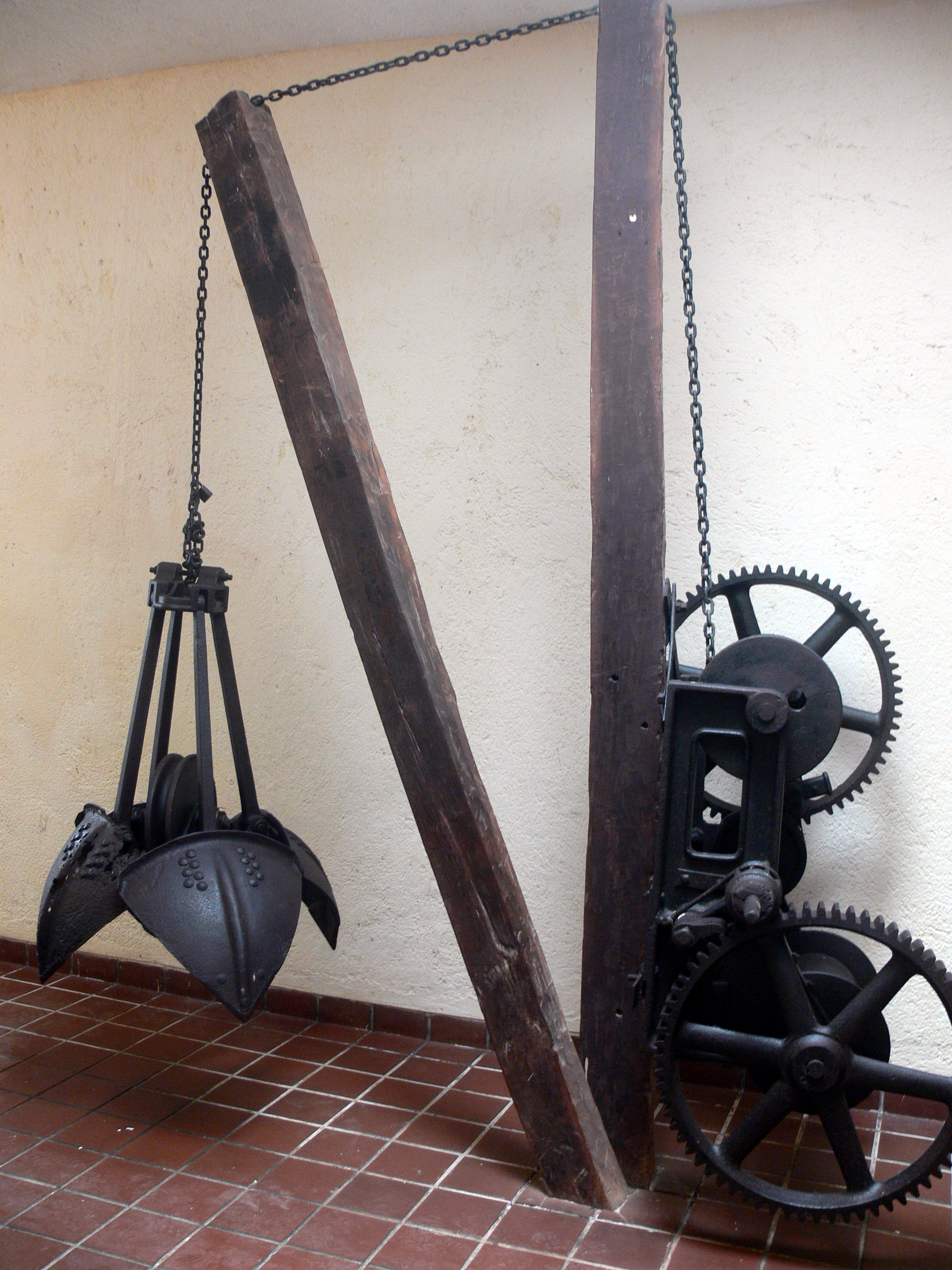
Draga a buccia d'arancia usata da Thompson, 1904-1910, per scavare il Cenote sacro.

La maggior parte delle scoperte principali nel cenote furono fatte sotto la supervisione di Edward Herbert Thompson, che iniziò il dragaggio nel 1904. Molto di ciò che si sa sul processo di dragaggio deriva dalle note personali di Thompson. Egli ricevette denaro da Stephen Salisbury III per poter comprare il sito degli scavi di Chichén Itzá ed esplorare il cenote. Gran parte delle scoperte e delle ricerche di Thompson si trovano al Museo Peabody di archeologia ed etnologia dell'Università di Harvard.
Per l'esplorazione venne utilizzato un secchio attaccato a un sistema di carrucole per dragare il cenote. Gran parte del lavoro iniziale consistette nello sgomberare i detriti e gli alberi caduti sulla superficie dell'acqua. Leon Cole, un collega di Thompson, una volta registrò nel suo diario, "sono state fatte dieci tirate al mattino e sei o otto nel pomeriggio". La gente cercava tra i secchi d'acqua alla ricerca di artefatti e li classificava di conseguenza. Sfortunatamente, vi furono diverse segnalazioni di manufatti rubati che non sono mai stati trovati.
Thompson decise di prendersi una pausa dal dragaggio dopo la morte di Salisbury. Una serie di problemi, inclusa la rivoluzione messicana, e questioni finanziarie iniziarono a ostacolare il suo sforzo e ad incrinare il morale dei lavoratori. Anche la casa di Thompson, in Messico, venne incendiata e una delle casse in cui teneva i suoi appunti venne distrutta dal fuoco e con essa i suoi documenti. Nel 1923, Thompson aveva ufficialmente finito di lavorare al cenote.

### Immersioni nel cenote
Nel 1909, Thompson decise di immergersi nel cenote per esplorare il fondale, assistito da due sommozzatori greci delle Bahamas. Segnalò una visibilità limitata a causa dell'acqua torbida e molte rocce e alberi mobili resero l'immersione pericolosa. Thompson trovò uno strato di circa 5 metri di pigmento blu che si era depositato sul fondo del cenote. Descrisse il fondo come “pieno di crepe lunghe e strette, che si irradiano dal centro come se il fondo di vetro di un piatto fosse stato scalfito da uno strumento appuntito. Abbiamo trovato nelle fessure e nei buchi un fango grigiastro in cui erano incorporati gli oggetti d'oro più pesanti, le giade e le campane di rame in gran numero." In seguito proclamò con orgoglio: "Ho finalmente calpestato personalmente il fondo del Cenote".

### Dragaggio sotto le autorità messicane
Nel 1961, William Folan, direttore dell'Instituto Nacional de Antropologia e Historia (INAH), contribuì a lanciare un'altra spedizione nel cenote. Alcune delle sue scoperte degne di nota includevano un osso inscritto, rivestito d'oro, un grande coltello di selce con un manico di legno rivestito d'oro e orecchini in legno con giada e mosaico turchese.
Nel 1967-1968, Norman Scott e Román Piña Chán guidarono un'altra spedizione. Provarono due nuovi metodi che molte persone avevano suggerito da molto tempo: svuotare il cenote e chiarificare l'acqua. Entrambi questi metodi ebbero successo solo parzialmente. Solo circa 4 metri d'acqua potettero essere rimossi e l'acqua venne chiarificata solo per un breve periodo di tempo.

## Oggetti trovati nel Sacro Cenote
Le indagini archeologiche hanno rimosso migliaia di oggetti dal fondo del cenote, inclusi manufatti in oro, giadeite, copale, ceramica, selce, ossidiana, conchiglie, legno, gomma e stoffa, oltre a scheletri umani.
Molti oggetti deperibili erano stati conservati dal cenote. Oggetti di legno che normalmente sarebbero marciti si erano conservati nell'acqua. È stata trovata una grande varietà di oggetti in legno tra cui armi, scettri, idoli, strumenti e gioielli. La giada era la più vasta categoria di oggetti trovati, seguita dai tessuti. La presenza di giada, oro e rame nel cenote testimonia l'importanza di Chichén Itzá come centro culturale della città.
Nessuna di queste materie prime è originaria dello Yucatán, il che indica che si trattava di oggetti di valore portati a Chichén Itzá da altri luoghi dell'America centrale e poi sacrificati come atto di culto. Nel cenote sono state trovate anche ceramiche, pietre, ossa e conchiglie. Gli archeologi hanno scoperto che molti oggetti mostrano prove di essere stati danneggiati intenzionalmente prima di essere gettati nel cenote e hanno ipotizzato che questo danno intenzionale sia analogo all'"uccisione" dell'oggetto come sacrificio.

### Sacrificio umano
Alcuni cenoti contengono un gran numero di resti umani, sia maschi che femmine, e di bambini piccoli o neonati. Secondo l'archeologo Guillermo de Anda dell'Università dello Yucatán, le prove della mitologia Maya suggeriscono che molte giovani vittime (la maggior parte di età compresa tra 6 e 12 anni) fossero maschi.
Mentre le immagini classiche di una donna sacrificale Maya lanciata viva per annegare in un cenote sono pervasive, gli scritti di Guillermo de Anda sull'argomento suggeriscono che la maggior parte delle vittime sacrificali fossero giovani, che venivano acquistati o catturati mentre i loro genitori lavoravano nei campi, oppure guerrieri catturati in battaglia, o le élite catturate durante i conflitti con i clan vicini; di solito (anche se non sempre) venivano uccisi prima di essere gettati nel cenote e, in molti casi, a decine di chilometri dai cenote in cui i loro corpi venivano infine gettati.
Osserva inoltre che solo un certo numero di cenote è stato utilizzato in questo modo, mentre altri erano riservati per scopi domestici. Ciò suggerisce che gli officianti religiosi Maya credevano che solo alcuni cenote portassero agli inferi e che i sacrifici collocati in altri non sarebbero serviti a nulla. Suggerisce anche che lo status della vittima, viva o morta, non fosse importante. L'apparizione occasionale di resti umani in cenote non sacrificali può essere attribuita a rari errori di giudizio da parte dello sciamano. Il modello effettivo in base al quale i resti di una particolare vittima vennero sepolti in quei cenote rimane oggetto di congetture.
Il francescano Diego de Landa ha riferito di aver assistito a sacrifici di esseri umani gettati vivi nel cenote di Chichén Itzá. Tuttavia, il suo racconto non indica la regolarità di questo comportamento.